# Nhà máy thủy điện Mặc Thoát
Nhà máy thủy điện Mặc Thoát (tiếng Trung: 墨脱水电站), hay còn gọi là Nhà máy thủy điện Mêdog, là một dự án đập thủy điện quy mô lớn với công suất thiết kế lên tới 60.000 megawatt (MW), hiện đang được thi công trên sông Yarlung Tsangpo, thuộc khu tự trị Tây Tạng, Trung Quốc. Khi hoàn thành, đây sẽ là công trình thủy điện lớn nhất thế giới, với sản lượng điện hàng năm dự kiến đạt 300 tỷ kilôwatt giờ — gấp ba lần đập Tam Hiệp hiện tại. Dự án được chính phủ Trung Quốc chính thức khởi công vào tháng 7 năm 2025, với tổng vốn đầu tư hơn 1.200 tỷ nhân dân tệ (tương đương khoảng 167 tỷ USD). Công trình dự kiến được triển khai trong một giai đoạn duy nhất và sẽ chính thức vận hành thương mại vào năm 2033.
Công trình sẽ bao gồm 5 đập thủy điện bậc thang, sử dụng phương án chuyển dòng qua bốn đường hầm dài 20 km xuyên núi Namcha Barwa để tận dụng độ dốc 2.000 mét trong đoạn sông dài 50 km. Khu vực thi công nằm trong hẻm núi Yarlung Tsangpo, được coi là hẻm núi sâu nhất thế giới.

## Vị trí
Nhà máy được dự kiến xây dựng tại huyện Mêdog (Mặc Thoát), thuộc địa khu Nyingchi (Lâm Chi), nằm sát biên giới bang Arunachal Pradesh của Ấn Độ. Đập tọa lạc ở khu vực hạ lưu sông Yarlung Tsangpo — con sông bắt nguồn từ các con sông băng phía tây Tây Tạng, chảy sang Ấn Độ với tên gọi sông Brahmaputra, rồi tiếp tục đổ vào Bangladesh dưới tên sông Jamuna. Đây là một dòng sông có ý nghĩa sống còn đối với sinh kế và nguồn nước của hàng triệu người tại khu vực Nam Á.

## Tổng quan
Nhà máy thủy điện Mặc Thoát là một phần trong chiến lược phát triển thủy điện quy mô lớn của Trung Quốc tại khu vực Tây Tạng. Kể từ năm 2000, Trung Quốc đã triển khai hoặc đề xuất 193 dự án thủy điện tại khu vực này, trong đó khoảng 60% vẫn đang trong giai đoạn quy hoạch hoặc chuẩn bị. Tính đến cuối năm 2024, mặc dù dự án đã được cấp phép xây dựng, các thông tin cụ thể về thời điểm khởi công và hoàn thành vẫn chưa được công bố chính thức. Chính phủ Trung Quốc cũng chưa đưa ra báo cáo đánh giá tác động môi trường toàn diện hay kế hoạch triển khai chi tiết cho công trình này.
Dự án hoàn toàn do Tập đoàn Xây dựng Điện lực Trung Quốc, một doanh nghiệp nhà nước, sở hữu và thực hiện. Việc vận hành thương mại được dự kiến bắt đầu từ năm 2033. Với tổng mức đầu tư được ước tính cao gấp hơn bốn lần đập Tam Hiệp (vốn có chi phí xây dựng khoảng 250 tỷ nhân dân tệ), Nhà máy thủy điện Mặc Thoát được xem là một trong những dự án hạ tầng tham vọng nhất của Trung Quốc, đồng thời là một trong những công trình tốn kém nhất trong lịch sử. Sản lượng điện hàng năm dự kiến lên tới 300 tỷ kilowatt-giờ, đưa nhà máy trở thành cơ sở thủy điện có công suất phát điện lớn nhất thế giới, vượt xa mọi kỷ lục hiện tại.
Dự án dự kiến khai thác độ dốc 2.000 mét của dòng sông trong đoạn dài 50 km, cho phép tạo ra sản lượng thủy điện lớn. Đoạn sông này chảy qua hẻm núi Yarlung Tsangpo — hệ thống hẻm núi sâu nhất thế giới. Kế hoạch xây dựng bao gồm việc đào bốn đường hầm dài 20 km xuyên qua núi Namcha Barwa để chuyển hướng dòng chảy của sông Yarlung Tsangpo.
Ngày 19 tháng 7 năm 2025, chính phủ Trung Quốc chính thức tổ chức lễ khởi công dự án thủy điện Mặc Thoát với sự tham dự của Thủ tướng Lý Cường. Buổi lễ được truyền thông nhà nước mô tả là một dấu mốc quan trọng trong chiến lược phát triển năng lượng sạch và hạ tầng quy mô lớn của Trung Quốc tại khu vực cao nguyên. Lý Cường tuyên bố đây là "dự án thế kỷ", kêu gọi sử dụng công nghệ tiên tiến, bảo đảm tiêu chuẩn kỹ thuật, an toàn lao động, bảo vệ môi trường, tái định cư hợp lý và phát triển kinh tế địa phương.

## Phản ứng
Dự án đã vấp phải sự phản đối từ nhiều bên, bao gồm các tổ chức môi trường, các quốc gia hạ lưu và các nhóm vận động cho quyền của người Tây Tạng. Những dự án thủy điện tương tự tại Tây Tạng trước đây cũng từng gây ra làn sóng biểu tình, trong đó có các cuộc phản đối gần đây đối với dự án đập Kamtok trên sông Drichu (Trường Giang), dẫn đến hơn 1.000 người bị bắt giữ. Ấn Độ và Bangladesh cũng bày tỏ lo ngại về những ảnh hưởng tiềm tàng của dự án đối với nguồn tài nguyên nước của họ. Ngược lại, truyền thông nhà nước Trung Quốc mô tả đây là "dự án thế kỷ", giúp nước này đạt mục tiêu trung hòa carbon vào năm 2060 và thúc đẩy phát triển kinh tế vùng sâu, vùng xa.

### Tác động văn hóa và di dời dân cư
Các tổ chức bảo vệ quyền của người Tây Tạng cho rằng dự án là một ví dụ điển hình cho việc khai thác tài nguyên thiên nhiên mà xem nhẹ di sản văn hóa Phật giáo và quyền lợi của dân chúng địa phương.
Mặc dù chưa có con số chính thức về số lượng người phải di dời, dự án chắc chắn sẽ yêu cầu tái định cư tại khu vực bị ảnh hưởng. Để so sánh, dự án đập Tam Hiệp từng khiến khoảng 1,4 triệu người phải di dời; tuy nhiên, do mật độ dân cư tại vùng Mặc Đột thấp hơn, số lượng người bị ảnh hưởng có thể sẽ ít hơn. Dù vậy, việc phát triển dự án vẫn đe dọa nhiều địa điểm có ý nghĩa tâm linh trong một khu vực được người Tây Tạng xem là thiêng liêng bậc nhất. Theo Tổ chức Vận động Quốc tế vì Tây Tạng, nếu hoàn thành toàn bộ 193 dự án tại khu vực này, có thể sẽ có hơn 1,2 triệu người phải di dời và hàng loạt địa điểm tôn giáo bị ảnh hưởng.

### Tác động môi trường
Nhiều tổ chức môi trường đã cảnh báo về những hệ quả sinh thái tiềm tàng của dự án. Một trong những mối quan ngại chính là nguy cơ ảnh hưởng đến sự đa dạng sinh học của cao nguyên Tây Tạng. Khu vực bị tác động bởi đập được đánh giá là một trong những vùng có hệ sinh thái phong phú nhất tại Tây Tạng, làm dấy lên lo ngại về sự gián đoạn cân bằng sinh thái tự nhiên.
Việc xây dựng đập được dự đoán sẽ làm thay đổi đáng kể dòng chảy tự nhiên ở hạ lưu, ảnh hưởng đến đa dạng sinh học tại địa phương. Vị trí công trình nằm trong một khu vực có hoạt động địa chấn mạnh, thường xuyên xảy ra lở đất, khiến nhiều chuyên gia bày tỏ lo ngại về độ an toàn. Khối lượng nước lớn tích tụ trong hồ chứa có thể làm gia tăng áp lực địa chất và ảnh hưởng đến sự ổn định của khu vực. Địa hình hẻm núi dốc và hẹp cũng khiến nguy cơ sạt lở gia tăng. Năm 2022, các kỹ sư từ Cục Địa chất tỉnh Tứ Xuyên đã cảnh báo cụ thể về các mối nguy như "lở đất và dòng bùn đá do động đất gây ra", cho rằng đây là những mối đe dọa nghiêm trọng đối với sự ổn định của dự án. Để giảm thiểu tác động hạ lưu của dự án tại Ấn Độ, dự án nhà máy thủy điện Upper Siang đã được lên kế hoạch xây dựng trên sông Siang, gần biên giới Trung – Ấn.
Trong khi đó, truyền thông nhà nước Trung Quốc mô tả dự án như một bước đi thân thiện với môi trường, nhấn mạnh vai trò của công trình trong việc thúc đẩy mục tiêu trung hòa khí thải của Bắc Kinh và phát triển kinh tế khu vực. Các quan chức Trung Quốc khẳng định rằng dự án chỉ gây ra “tác động môi trường tối thiểu”, mặc dù các báo cáo đánh giá tác động cụ thể vẫn chưa được công bố.

### An ninh nguồn nước
Dự án cũng làm dấy lên lo ngại từ các quốc gia hạ lưu về vấn đề an ninh nguồn nước. Các chuyên gia thủy văn đã so sánh với các dự án đập trước đây của Trung Quốc trên sông Mekong, nơi việc kiểm soát dòng nước ở thượng nguồn được cho là đã góp phần gia tăng tần suất và mức độ nghiêm trọng của các đợt hạn hán ở hạ lưu trong hai thập kỷ qua. Nhiều ý kiến chỉ ra rằng Ấn Độ và Bangladesh có thể sẽ phải đối mặt với tình trạng suy giảm nguồn nước, tổn hại đến đa dạng sinh học và xói mòn bờ sông – những hệ quả tương tự như Thái Lan, Việt Nam và Campuchia từng trải qua do các công trình thủy điện của Trung Quốc.
Một báo cáo phân tích của Viện Lowy năm 2020 cho rằng việc Trung Quốc kiểm soát các dòng sông bắt nguồn từ Cao nguyên Thanh Tạng có thể mang lại đòn bẩy địa chính trị đáng kể đối với nền kinh tế Ấn Độ. Đáp lại, chính phủ Ấn Độ đã bắt đầu xem xét các biện pháp đối phó, trong đó có khả năng xây dựng một hệ thống đập và hồ chứa quy mô lớn nhằm hạn chế tác động của dự án từ phía Trung Quốc. Bộ Ngoại giao Trung Quốc vào năm 2020 từng tuyên bố rằng Trung Quốc "có quyền hợp pháp" xây dựng đập trên con sông này, đồng thời khẳng định họ đã tính đến các ảnh hưởng đối với khu vực hạ lưu trong quá trình quy hoạch.